# Midnight CK 夜もさらさら
『Midnight CK 夜もさらさら』（ミッドナイト シーケー よるもさらさら）は、NHK名古屋放送局が制作したトーク番組である。東海地方限定で生放送された。2004年に第1弾、翌2005年に第2弾が放送された。

## 概要
この番組の特徴は以下のようなことがある。
- テレビ番組であるが、NHK-FMでも放送されたラジオ番組でもある[1]。
- 地上デジタル放送の双方向機能を用いて、番組の重要な展開を視聴者に委ねた[2]。
- 放送時間の延長の可能性があり（特に第1弾では放送終了時間が決まっていないとされ）、実際に延長している。トーク番組の時間延長は異例[要出典]。

## 第1弾

### 放送時間
- NHK総合テレビ 名古屋・岐阜・津[3]
2004年12月1日 24:15 - 28:30
- NHK-FM（名古屋・岐阜・津）
24:20から飛び乗り。暦上は12月2日の早朝。

### 出演者
- 司会 - 町永俊雄（NHKアナウンサー、当時東京アナウンス室在籍）
町永は、放送当時はすでに東京にいたが、この番組にわざわざ出演している。
- ゲスト - 谷村新司、ばんばひろふみ（途中参加）
- 飛び入り出演 - 夏川りみ（電話出演）

### 番組内容
- 名古屋における地上デジタル放送1周年を記念して放送された。
- 地上デジタル放送の双方向機能でアンケートを取ったり、電話で視聴者と会話するなどコミュニケーションを重点的に置いた番組だった。双方向機能に参加した人数は107人で、東海地区限定、普及率、深夜という時間帯を考えるとかなり多かった[独自研究?]。
- 双方向機能を使って、放送を延長するか終了するかを視聴者が決めるのが最大のシステムであったが、結局、延長の票が圧倒的で最大延長28:30まで放送した。なお、谷村は28:30までやる気マンマンだった[独自研究?]のに対し、ばんばは早い放送終了を願っていた。
- 親父っぽさが強い[独自研究?]3人が集まったこともあり、ビールなどのアルコール類を飲んでいたことも影響したのか、過激なトークが目立っていた。特に、下ネタやエッチな話が何の抵抗もなく話題になっていた。また、文化放送の番組『セイ!ヤング』の過去の放送が流れたり、ばんばがCBCの番組の宣伝となる発言をしていた。
- 途中、出演者が席を離れる場面もしばしば見られ、全員がトイレ休憩になったこともあった。このとき、画面はお天気カメラによる外の様子に切り替わって曲が流れていた[4]。
- また、アシスタントの女性2人が、チャイナドレスやアオザイなどのコスプレで登場。番組を盛り上げていた。[独自研究?]

## 第2弾
「Midnight CK 夜もさらさら 2」として放送。

### 放送時間
予定では27:00終了だったが、最終的に28:20まで延長。
- NHK総合テレビ 名古屋・岐阜・津
2005年12月1日 24:15 - 28:20
- NHK-FM（名古屋・岐阜・津）
24:20から飛び乗り。暦上は12月2日の早朝。

### 出演者
- 司会 - 黒沢保裕（NHKアナウンサー、当時名古屋局在籍）
- ゲスト - 森本レオ、RYTHEM
- 飛び入り出演 - 兵藤ゆき、宮地佑紀生（いずれも電話出演）

### 番組内容
- 「名古屋の歌（ラブソング）を作り上げる」ことをテーマに進行していった。
- 前回とは違って下ネタなど過激なトークはなく、往々にしてあるラジオ番組のテイストを意識して[独自研究?]、落ち着いた雰囲気で番組は進行された。森本がかつて出演していたNHKのドラマや曲も流れていた。
- 前回と同様、地上デジタル放送の双方向機能でアンケートを取ったが、名古屋の歌をどのようにしていくかというアンケートが中心だった。
- 予定より曲作りに時間がかかったため、27:00終了の予定が延長となり、28:00頃にようやく曲が完成し披露された。